# Dominions: Priests, Prophets and Pretenders
Dominions: Priests, Prophets and Pretenders — пошаговая стратегическая компьютерная игра, разработанная и изданная компанией Illwinter Game Design в 2001 году. Игра является первой в одноимённой серии, следующей частью стала Dominions II: The Ascension Wars.

## Игровой процесс

Основной экран игры. Здесь производится перемещение войск и просмотр провинций.

Игра разрабатывалась для многопользовательской игры по e-mail, но может быть сыграна в режиме Hotseat или в одиночку против компьютера. Действие игры происходит на карте, разделённой на секции (провинции, обычно от 50 до 200), за контроль над которыми ведутся бои. Провинции позволяют игроку нанимать войска, поставляют доход и ресурсы, а также могут содержать фортификации, магические лаборатории и сайты (источники магических ресурсов и сил) и церкви (распространяющие веру в бога).
Вначале игрок выбирает одну из 14 рас, создаёт для неё бога, избирая одну из разновидностей богов и его параметры, выбирает карту, соперников и уровень сложности. Каждая из рас представлена своим набором юнитов различных типов, включая бойцов обычным оружием, магов и священников. Бог в игре является отдельным юнитом и может вместе с остальными участвовать в битвах, но кроме этого в провинциях распространяется вера в него. При этом в провинциях начинают проявляться эффекты, зависящие от выбранных игроком параметров бога: увеличение или уменьшение производительности труда, потепление или похолодание климата, рост порядка либо хаоса, размножение либо вымирание населения и др. Грамотный подбор комбинации этих параметров, хорошо сочетающихся между собой, с выбранной расой и стилем игры, является одной из основных стратегических задач игрока.
Всего в игре можно встретить более 600 разновидностей юнитов, включая независимые и призываемые. От различных параметров юнита (таких, как здоровье, величина морали, утомляемость, наличие/отсутствие необходимости в пище, способность превращаться в другое существо и др. ‒ всего может быть более 20), а также от текущей обстановки, зависит наилучший метод применения юнита.
Система магии включает 400 магических заклинаний, относящихся к 8 стихиям и 7 школам, 300 магических предметов, 8 магических ресурсов (по 1 для каждой стихии), около 150 видов магических сайтов (от 0 до 4 в каждой провинции). Предметы создаются, а заклинания изучаются в ходе игры и применяются юнитами-магами. Заклинания подразделяются на боевые (применяются в ходе битвы: уничтожение врага поодиночке и массово, лечение своих, призыв магических существ, налагаемые на юнитов благословения и проклятия, а также налагаемые на всё поле боя эффекты вроде запрета стрельбы и т. п.) и ритуалы (производят магические предметы, либо воздействуют вне битвы на провинцию или даже на весь мир, имеют самые различные эффекты). Магическими предметами (грамотно подобранными) экипируются юниты, в основном с целью создания очень мощных магов и бойцов-суперкомбатантов, способных в одиночку разгромить целую армию.
Условие победы ‒ истребить всех остальных претендентов (за исключением сценариев, где может быть запрограммирована победа путём захвата ключевой провинции). Поскольку бог, убитый в битве, может быть воскрешён, способов истребления только 2: захват всех контролируемых данным богом провинций, либо уничтожение во всех провинциях мира веры в этого бога.

## Отзывы
Обозреватель журнала Computer Games Magazine Уильям Эбнер назвал Dominions «самой сложной фэнтезийной стратегической игрой всех времен» и поставил ей 4 балла из 5 возможных. В своей рецензии он заключил, что на то, чтобы разобраться в игре уходит несколько недель, но результат стоит этих усилий.
Дмитрий Чернов с сайта Absolute Games написал игре резко негативный отзыв и поставил 30 %. По его мнению, игра вышла сильно устаревшей и «дилетантской». Он раскритиквал графическую составляющую и ориентированность на игру по электронной почте.